# Aubeon
Aubeon ist ein osttimoresischer Suco im Verwaltungsamt Barique (Gemeinde Manatuto).

## Geographie
Vor der Gebietsreform 2015 hatte Aubeon eine Fläche von 57,33 km². Nun sind es 48,95 km². Der Suco liegt im Süden des Verwaltungsamts Barique an der Timorsee. Westlich befindet sich der Suco Uma Boco und nördlich, jenseits der südlichen Küstenstraße, die eine der Hauptverkehrswege des Landes bildet, der Suco Fatuwaque. Im Osten grenzt Aubeon an die zur Gemeinde Viqueque gehörenden Sucos Ahic (Verwaltungsamt Lacluta) und Luca (Verwaltungsamt Viqueque). Die Grenze zur Gemeinde Viqueque bildet der Fluss Dilor. Im Zentrum von Aubeon liegen die Seen Lagoa Weclaracan und Lagoa Craudicur. Entlang eines Großteils der Küste erstreckt sich nach Westen hin die Lagune Naan Kuro.
Der größte Ort des Sucos ist Buburlaran (Bubur Laran, Buburlolon) im Nordwesten Aubeons. An ihn grenzen die Orte Wemaubodak und Waicadi. Am Lagoa Weclaracan liegt das Dorf Wecadi (Wecade). Grundschulen gibt es in Buburlaran und in Wecadi. Buburlaran verfügt zudem über eine Vorschule und einen Hubschrauberlandeplatz.
Im Suco befinden sich die zwei Aldeias Buburlaran und Wecadi.

## Einwohner
In Aubeon leben 946 Einwohner (2022), davon sind 487 Männer und 459 Frauen. Im Suco gibt es 231 Haushalte. Über 84 % der Einwohner geben Tetum Terik als ihre Muttersprache an. Über 9 % sprechen Habun, fast 3 % Tetum Prasa, Minderheiten Mambai, Makasae, Idaté, Kairui oder Kemak.

## Politik
Bei den Wahlen von 2004/2005 wurde Rogerio Franco zum Chefe de Suco gewählt und 2009 in seinem Amt bestätigt. Bei den Wahlen 2016 gewann Domingos Gonzaga.